# Les Musiciens
Les Musiciens ou Le Concert (en italien Concerto di giovani) est un tableau de Caravage peint vers 1595 et conservé au Metropolitan Museum of Art de New York.

## Historique
Le tableau est peint vers 1595 pour le cardinal del Monte, protecteur de Caravage (cité comme tel par ses biographes comme Baglione ou encore Bellori) : Bellori écrit que « Michele peignit pour ce seigneur de jeunes musiciens saisis d'après nature en demi-figures (…) ». Mentionné dans l'inventaire de 1627, il fut revendu par les neveux du cardinal avec d'autres tableaux lors de l'héritage pour payer leurs dettes.
Il ne réapparaît qu'en 1894 à Londres lors d'une vente chez Christie's, puis il est retrouvé en 1947 chez un amateur anglais et identifié par David Carritt ; une attribution déniée ensuite par Roberto Longhi et Ferdinando Bologna, mais reconfirmée en 1952 par Denis Mahon puis acceptée à sa suite par Longhi, Berne-Joffroy, et finalement par l'ensemble des spécialistes du peintre.
Il est désormais exposé au Metropolitan Museum of Art de New York, à la suite de son acquisition via le fonds Rogers en 1952.

## Description
La composition et la date confirment une des premières tentatives de Caravage pour peindre un ensemble de plusieurs personnages. Deux d'entre eux au centre font face au spectateur : un joueur de luth accorde son instrument, et derrière lui se tient un joueur de chalumeau qui pourrait avoir les traits de Caravage lui-même : il s'agirait donc d'un de ses premiers autoportraits. Un autre personnage est situé à droite, de dos, plaqué sur le bord du tableau. Un dernier personnage à gauche en Cupidon ailé tenant une grappe de raisin, et le violon et la partition posés au bord inférieur du tableau, renforcent l'association allégorique musique-amour.
En bas à gauche se voient les restes d'une inscription ancienne : (Mic) HELANG DA CARAVGIO. Une erreur de jugement a fait supprimer les ailes et le carquois du Cupidon (au cours d'une restauration antérieure à l'achat par le Metropolitan) car on pensait qu'il s'agissait d'ajouts ultérieurs ; néanmoins l'observation de copies anciennes prouve que ces éléments étaient bien présents dans le tableau initial. On constate de même que le tableau a été coupé d'environ cinq centimètres à gauche, et un peu en haut et en bas.

## Analyse

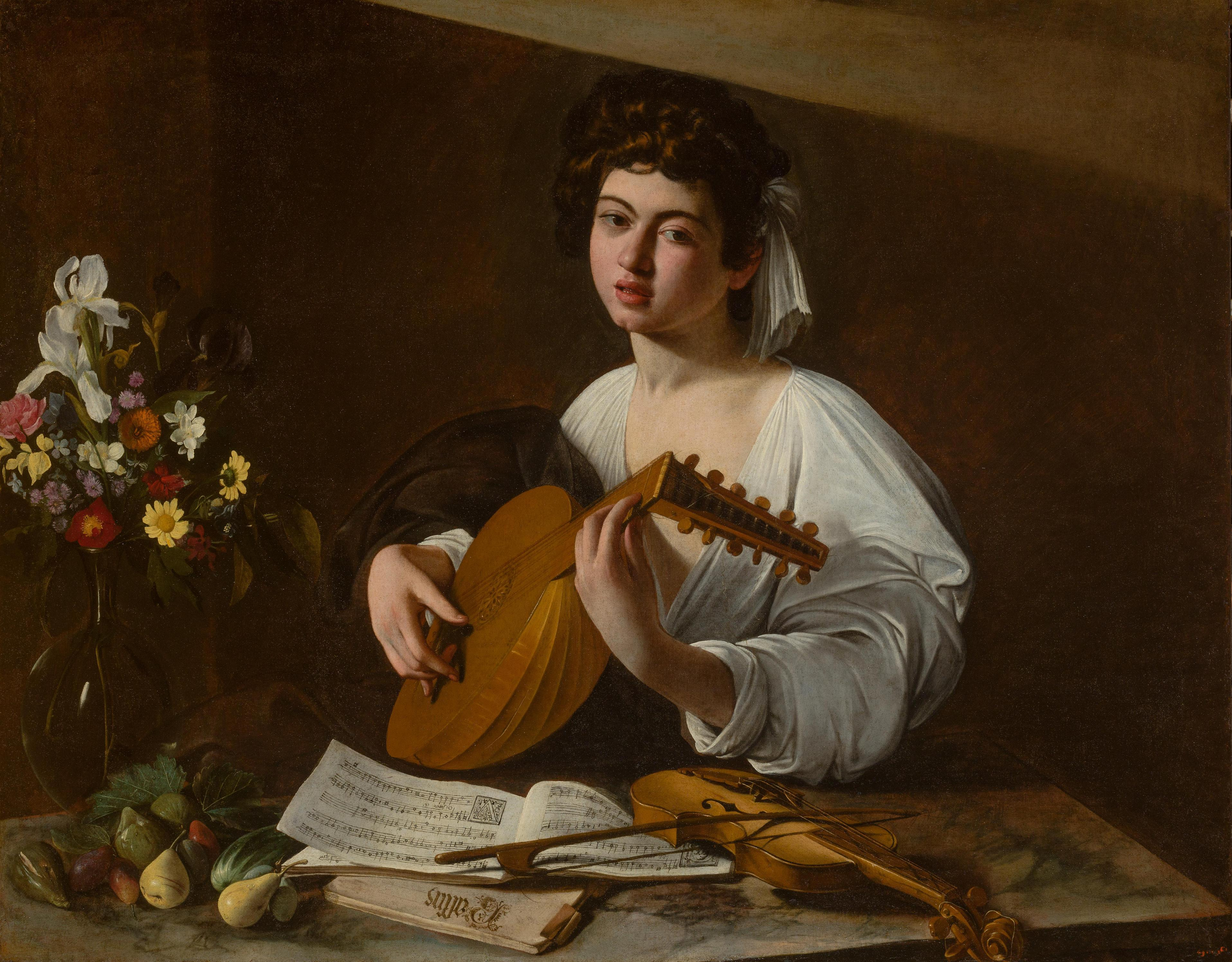
Le Joueur de luth, v. 1595, musée de l'Ermitage

Le thème bacchique cher au Caravage de cette époque demeure présent avec le personnage de gauche tenant les grappes de raisin. Plusieurs auteurs soulignent l'atmosphère érotique trouble et teintée d'homosexualité qui se dégage du tableau, comme pour Le Joueur de luth qui lui est contemporain, ; le modèle du Joueur de luth et du personnage central des Musiciens est d'ailleurs visiblement le même (comme pour le Bacchus et le Garçon mordu par un lézard).
Cupidon emprunte probablement les traits de Mario Minniti, modèle habituel de Caravage qui peut également avoir posé pour le Garçon pelant un fruit et pour l'ange qui soutient saint François dans l'Extase.